# Amtsgericht Hanau

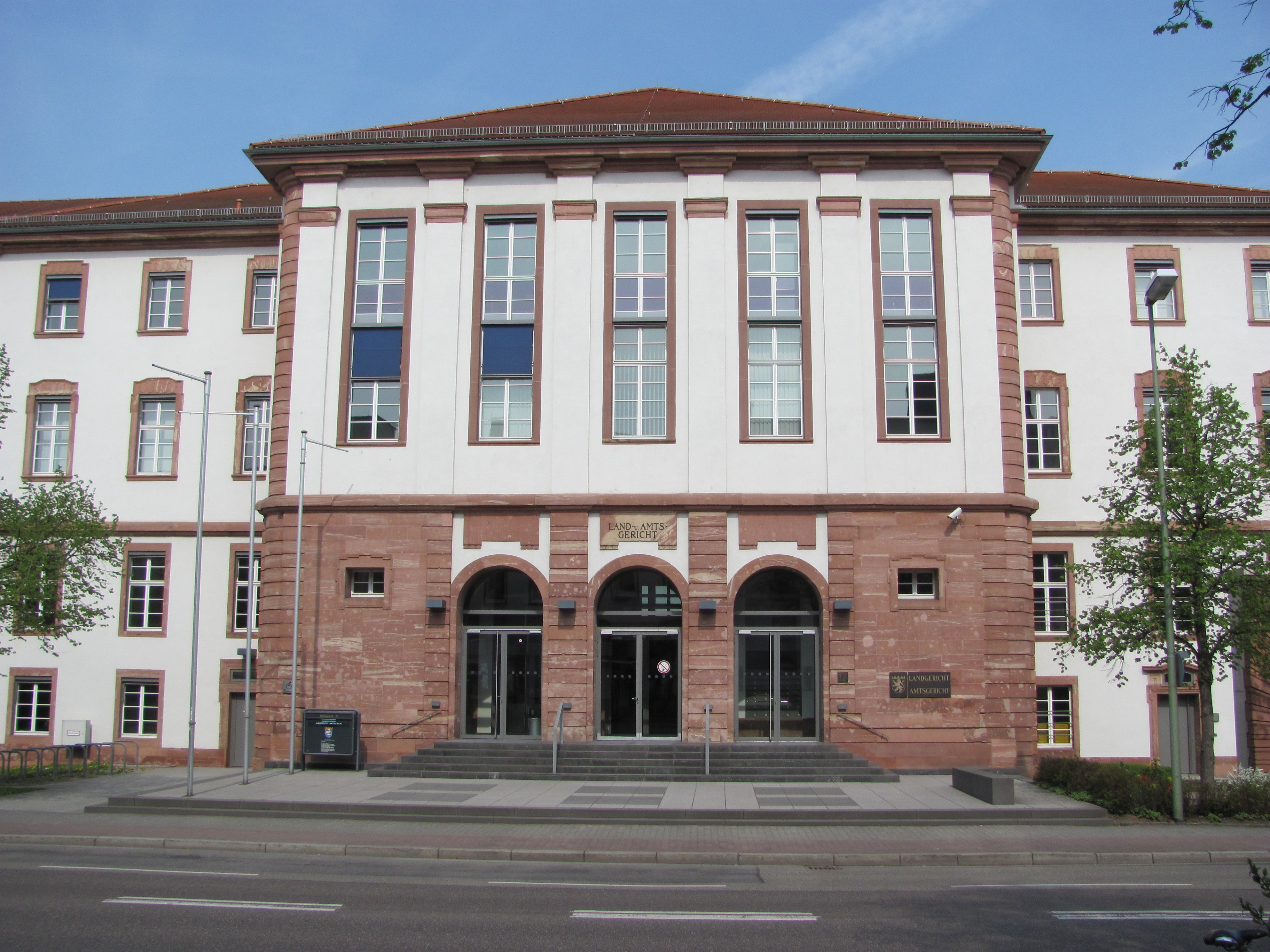
Haupteingang zum Amtsgericht Hanau im Justizgebäude Hanau

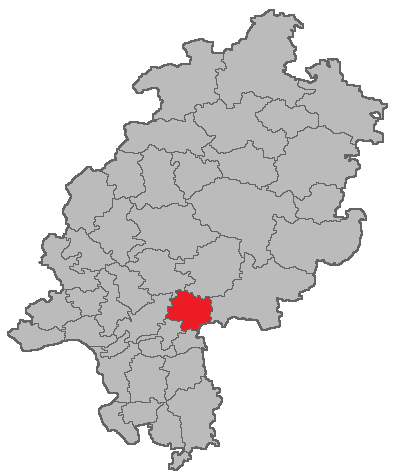
Lage des Amtsgerichtsbezirks Hanau in Hessen

Das Amtsgericht Hanau ist ein hessisches Amtsgericht mit Sitz in Hanau.

## Geschichte

### Gründung
Vorläufer hinsichtlich der örtlichen und erstinstanzlichen gerichtlichen Zuständigkeit des Amtsgerichts Hanau waren die kurfürstlichen Justizämter Hanau I und Hanau II.
Nach dem verlorenen Krieg von 1866 annektierte das Königreich Preußen das Kurfürstentum Hessen. Damit wurde auch Hanau preußisch und erhielt 1867 eine preußische Gerichtsverfassung. Dabei wurden die Bezirke der beiden Hanauer Justizämter zusammengelegt und daraus ein Amtsgericht gebildet. Dieses war dem Kreisgericht Hanau zugeordnet.
Mit dem Deutschen Gerichtsverfassungsgesetz von 1877 wurden Organisation und Bezeichnungen der Gerichte reichsweit vereinheitlicht. Das Amtsgericht Hanau wurde zum 1. Oktober 1879 formal aufgehoben und neu eingerichtet. Es war dem Bezirk des Landgerichts Hanau zugeteilt.

### Weitere Entwicklung
Zum 15. Juni 1943 wurde kriegsbedingt das Amtsgericht Windecken in eine Zweigstelle des Amtsgerichts Hanau umgewandelt, was auch nach dem Krieg nicht mehr rückgängig gemacht wurde. Dadurch wurde der Bezirk des Amtsgerichts Hanau um eine Reihe von Gemeinden erweitert (siehe Übersicht). Die Zweigstelle in Windecken bestand bis 1971.
1968 wurden eine Reihe von Amtsgerichten in Hessen aufgehoben, darunter auch die in Langenselbold und Bad Vilbel. Dabei wurden dem Amtsgericht Hanau eine Reihe weiterer Gemeinden zugeteilt (siehe Übersicht), in Langenselbold von 1968 bis 1971 eine Zweigstelle betrieben.

## Bezirk

### Heutiger Gerichtsbezirk
Der Gerichtsbezirk umfasst heute die Städte Bruchköbel, Hanau, Langenselbold, Erlensee, Maintal und Nidderau, sowie die Gemeinden Großkrotzenburg, Hammersbach, Neuberg, Niederdorfelden, Rodenbach, Ronneburg und Schöneck.

### Entwicklung des Gerichtsbezirks
Historisch entwickelte sich der Gerichtsbezirk wie folgt:
| Gemeinde            | Herkunft                                   | Zugang | Abgang           | Verbleib / Anmerkung           |
| ------------------- | ------------------------------------------ | ------ | ---------------- | ------------------------------ |
| Bruchköbel          | Justizamt Hanau II                         | 1867   |                  |                                |
| Butterstadt         | Amtsgericht Windecken                      | 1943   |                  | Heute Stadtteil von Bruchköbel |
| Dörnigheim          | Justizamt Hanau II                         | 1867   |                  | Heute Stadtteil von Maintal    |
| Eichen              | Amtsgericht Windecken                      | 1943   |                  | Heute Stadtteil von Nidderau   |
| Erbstadt            | Amtsgericht Windecken                      | 1943   |                  | Heute Stadtteil von Nidderau   |
| Erlensee            | Fusion im Zuge der Gebietsreform in Hessen | 1974   |                  |                                |
| Gronau              | Amtsgericht Bad Vilbel                     | 1968   | 1971 oder danach | Amtsgericht Frankfurt am Main  |
| Großauheim          | Justizamt Hanau I                          | 1867   |                  | Heute Stadtteil von Hanau      |
| Großkrotzenburg     | Justizamt Hanau I                          | 1867   |                  |                                |
| Hammersbach         | Fusion im Zuge der Gebietsreform in Hessen | 1974   |                  |                                |
| Hanau               | Justizamt Hanau I                          | 1867   |                  |                                |
| Hochstadt           | Justizamt Hanau II                         | 1867   |                  | Heute Stadtteil von Maintal    |
| Hüttengesäß         | Amtsgericht Langenselbold                  | 1968   |                  | Heute Stadtteil von Ronneburg  |
| Kesselstadt         | Justizamt Hanau II                         | 1867   |                  | Heute Stadtteil von Hanau      |
| Kilianstädten       | Amtsgericht Windecken                      | 1943   |                  | Heute Ortsteil von Schöneck    |
| Langendiebach       | Amtsgericht Langenselbold                  | 1968   |                  | Heute Stadtteil von Erlensee   |
| Langenselbold       | Amtsgericht Langenselbold                  | 1968   |                  |                                |
| Maintal             | Fusion im Zuge der Gebietsreform in Hessen | 1974   |                  |                                |
| Marköbel            | Amtsgericht Windecken                      | 1943   |                  | Heute Ortsteil von Hammersbach |
| Mittelbuchen        | Justizamt Hanau II                         | 1867   |                  | Heute Stadtteil von Hanau      |
| Neuberg             | Fusion im Zuge der Gebietsreform in Hessen | 1974   |                  |                                |
| Neuwiedermuß        | Amtsgericht Langenselbold                  | 1968   |                  | Heute Ortsteil von Ronneburg   |
| Nidderau            | Fusion im Zuge der Gebietsreform in Hessen | 1974   |                  |                                |
| Niederdorfelden     | Amtsgericht Windecken                      | 1943   |                  |                                |
| Niederissigheim     | Justizamt Hanau II                         | 1867   |                  | Heute Stadtteil von Bruchköbel |
| Niederrodenbach     | Justizamt Hanau I                          | 1867   |                  | Heute Stadtteil von Rodenbach  |
| Oberdorfelden       | Amtsgericht Windecken                      | 1943   |                  | Heute Ortsteil von Schöneck    |
| Oberissigheim       | Justizamt Hanau II                         | 1867   |                  | Heute Stadtteil von Bruchköbel |
| Oberrodenbach       | Justizamt Hanau I                          | 1867   |                  | Heute Stadtteil von Rodenbach  |
| Ostheim             | Amtsgericht Windecken                      | 1943   |                  | Heute Stadtteil von Nidderau   |
| Ravolzhausen        | Amtsgericht Langenselbold                  | 1968   |                  | Heute Ortsteil von Neuberg     |
| Rodenbach           | Fusion im Zuge der Gebietsreform in Hessen | 1974   |                  |                                |
| Ronneburg           | Fusion im Zuge der Gebietsreform in Hessen | 1974   |                  |                                |
| Roßdorf             | Amtsgericht Windecken                      | 1943   |                  | Heute Stadtteil von Bruchköbel |
| Rückingen           | Amtsgericht Langenselbold                  | 1968   |                  | Heute Ortsteil von Erlensee    |
| Rüdigheim           | Justizamt Hanau II                         | 1867   |                  | Heute Ortsteil von Neuberg     |
| Schöneck            | Fusion im Zuge der Gebietsreform in Hessen | 1974   |                  |                                |
| Wachenbuchen        | Justizamt Hanau II                         | 1867   |                  | Heute Stadtteil von Maintal    |
| Windecken           | Amtsgericht Windecken                      | 1943   |                  | Heute Stadtteil von Nidderau   |
| Gutsbezirk Wolfgang | Neugründung 1880                           | 1880   |                  | Heute Stadtteil von Hanau      |

## Übergeordnete Gerichte
Dem Amtsgericht Hanau ist übergeordnet das Landgericht Hanau im Bezirk des Oberlandesgerichts Frankfurt.

## Sitz und Gebäude
Sitz des Amtsgerichts Hanau ist: Nussallee 17, 63450 Hanau.
Bevor das heutige Justizgebäude 1911 bezogen wurde, hatte das Amtsgericht seinen Sitz in einem 1842 errichteten Gerichtsgebäude im Bangert. Dies war ein freistehender, dreigeschossiger Bau mit einem großen Sitzungssaal, der in seiner Höhe zwei Stockwerke einnahm. Das Gebäude wurde im Zweiten Weltkrieg bei den Luftangriffen auf Hanau zerstört.